# Eskrima

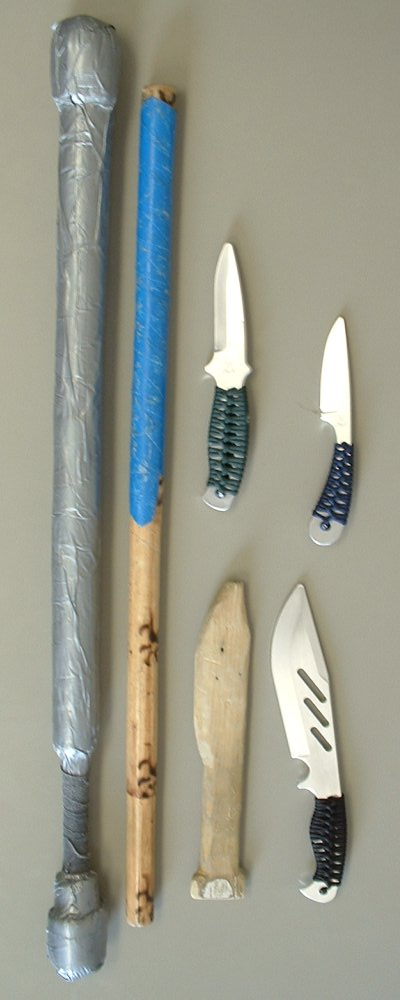
Wapens in de Eskrima.

Eskrima, Kali en Arnis zijn de verzamelnamen van de Filipijnse krijgskunsten.  Deze kunsten zijn reeds eeuwen geleden ontstaan en hebben zich voortdurend verder ontwikkeld voor hun functie in (stammen-)oorlogen.
Met Eskrima leert de eskrimador gewapend en ongewapend vechten en zich verdedigen.
Een belangrijk wapen voor de eskrimador is de baton.  Dit is een rotanstok met een lengte van 60 centimeter.
In het Eskrima wordt zeer veel met drill gewerkt en is het belangrijk om de oefeningen zeer vloeiend uit te voeren.
Onder andere Bruce Lee vond veel inspiratie bij deze Oosterse krijgskunst: hij gebruikte voor zijn Jeet Kune Do vooral zijn Wing Chun-achtergrond, met een aantal boksbewegingen erin, en wat voetenwerk van het schermen. De Filipijnse en Indonesische invloeden zijn later toegevoegd door een leerling van Bruce Lee.